# Таглит

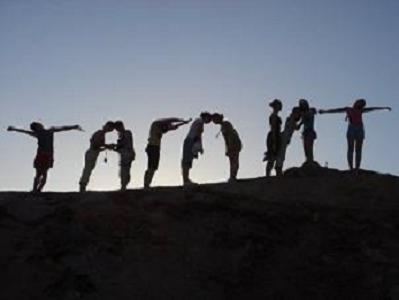
Группа Таглит в Израиле

«Таглит» (ивр. תגלית‎ «открытие»; англ. Birthright Israel «еврейство по рождению») — образовательный проект, представляющий собой десятидневный тур в Израиль для людей, имеющих еврейские корни в возрасте от 18 до 32 лет. Особенность тура заключается в том, что он является подарком «по праву рождения» для всех участников, то есть он бесплатен. Участники проекта знакомятся с местами, связанными с историей еврейского народа и достопримечательностями Израиля, встречаются со своими сверстниками — солдатами, студентами, а также родственниками и друзьями, совершившими алию. Участников сопровождают мадрихи (вожатые) и экскурсоводы и обязательный охранник с оружием.
Цель проекта — показать евреям, проживающим в диаспоре, современную еврейскую жизнь, на 10 дней дать попробовать ее «на вкус», дать возможность прикоснуться к еврейской истории и еврейскому наследию, познакомить с жизнью современного Израиля. Проект 10-дневного бесплатного посещения Израиля рассчитан как на естественное любопытство, так и на желание познакомиться с жизнью еврейской страны. Путешествие спланировано таким образом, чтобы узнать и увидеть страну с разных сторон: от севера до юга, от Дана до Эйлата, от Голанских высот до Мёртвого моря, от Стены плача до тель-авивских ночных пабов.
Проект спонсируется мировыми еврейскими общинами и правительством Израиля.

## История
Проект «Таглит» был создан в 1999 году по инициативе еврейских филантропов Майкла Стейнхардта и Чарльза Бронфмана, которые впоследствии привлекли к своей идее других партнеров, в том числе и Еврейское агентство (Сохнут), многие еврейские общины мира, частных лиц и семейные фонды.
Изначально к участию в проекте привлекали молодежь из США, откуда в 1999 году приехали первые группы. Первые русскоязычные группы приехали спустя несколько месяцев, после запуска проекта, в том же 1999 году. Всего же с 1999 по 2017 год в рамках проекта «Таглит» в Израиле побывали более 500 тысяч человек из 62 стран в возрасте от 18 до 26 лет.

## Требования к участникам
Среди обязательных условий для участия в проекте — возраст (18-27 лет) и соответствие Закону о возвращении, то есть, наличие еврейских корней вплоть до третьего колена (бабушки или дедушки участника). Участник обязан внести залог за участие в программе, который по состоянию на 2016 год составляет 55 долларов США. Залог участник получает обратно по возвращении с программы.